# Cristo della Domenica

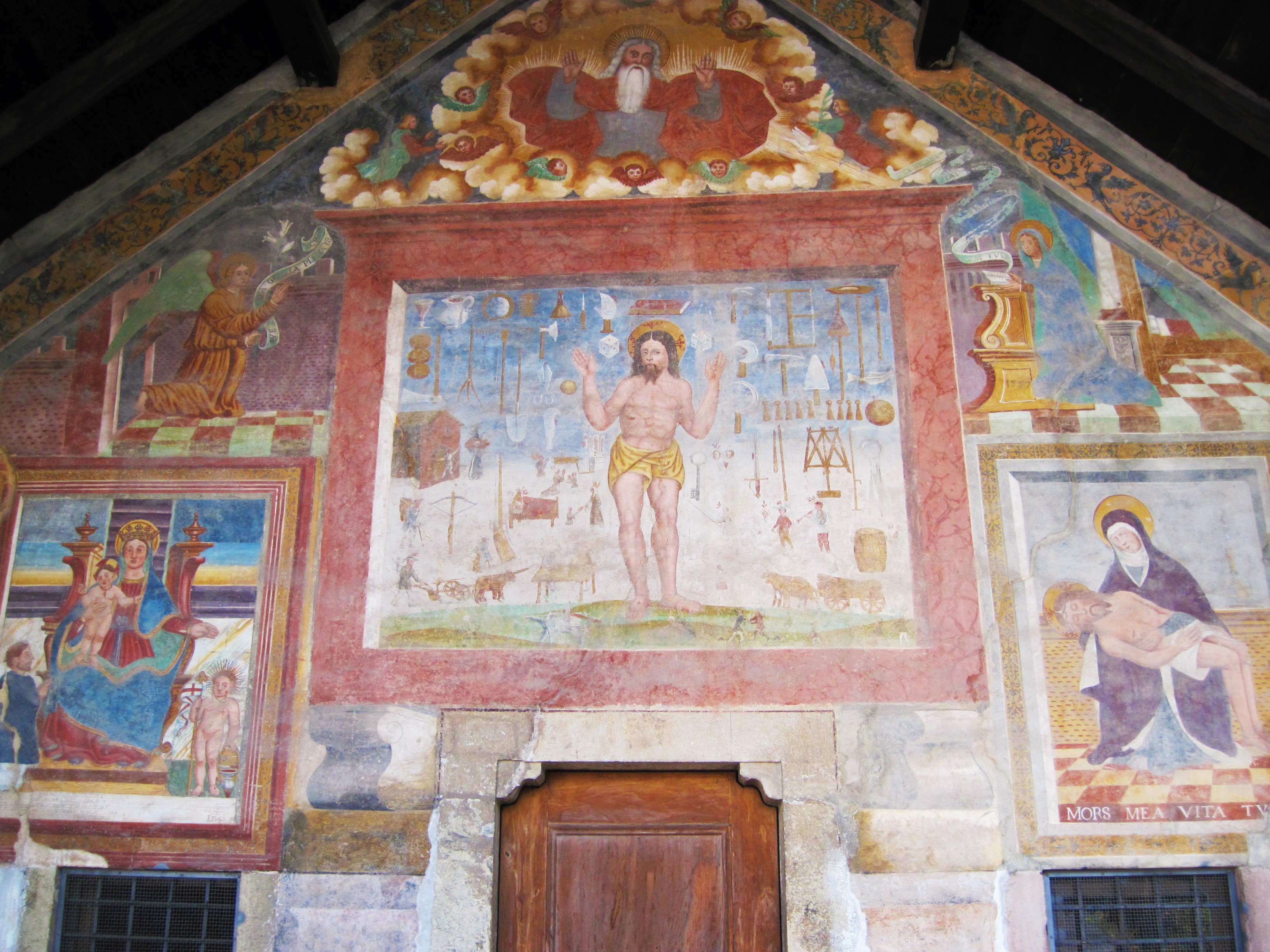
Il Cristo della Domenica sulla facciata della chiesa di San Rocco a Tesero

Il Cristo della Domenica è un soggetto dell'iconografia cristiana presente dalla metà del XIV secolo agli inizi del secolo XVI in Italia e in Europa.

## Origini
La raffigurazione presente sulle facciate di alcuni edifici in particolare del nord Italia e in alcuni stati europei, voleva ammonire i credenti sul lavoro domenicale, chi lavorava la domenica non poteva andare in Paradiso perché anche Dio riposò il settimo giorno. La domenica doveva essere il giorno dedicato allo spirito, all'anima, doveva essere il giorno in cui l'uomo e tutto il mondo del creato si fermava per unirsi con lo spirito al suo creatore, con la meditazione, e la preghiera.
Questa iconografia viene indicata nel periodo detto Autunno del Medioevo che precederà il grande risveglio del Rinascimento.

Fu il XV secolo quello che vide un maggior numero di raffigurazioni del Cristo della Domenica, mentre il secolo successivo con la Controriforma e la discussione sulle raffigurazioni, che i calvinisti ritenevano fossero oggetto di venerazione, e che allontanavano dalla vera fede, furono rimosse.
errandi occasionem praebeat neque sacrae scripturae, vel Ecclesiae
Historiae adversetur; neque turpitudinem, aut procacitatem ostentet; vel risum moveat; vel denique
fìdelium oculis ullam offensionem
afferat»
 Molti di queste dipinti furono intonacati, restano ad esempio quelli che hanno avuto sul territorio sacerdoti e prelati disobbidienti alle direttive dei vescovi.

## Caratteristiche
L'iconografia è molto semplice, perché doveva essere compresa facilmente, raffigura centrale l'immagine di Cristo della passione. Il soggetto è raffigurato nudo, con il solo perizoma; intorno a lui varie forme che indicano gli atti che il credente non doveva compiere e attrezzi che non poteva usare nel giorno del Signore.
Vi sono raffigurati arnesi del lavoro quotidiano, la zappa, l'aratro del contadino, o la pialla e la scure del falegname, ma anche strumenti femminili, caraffe e attrezzi per la filatura. In particolare era indicato come negativo il fare festa, sono infatti raffigurate donne che ballano, così come lo stare troppo a riposo, o avere rapporti sessuali. Non era giorno per gli uomini, ma giorno di riflessione. In alcune raffigurazioni la scena diventa ancora più incisiva, come l'affresco nella chiesa di San Flaviano dove il Cristo raffigurato sempre con il solo perizoma e che aveva già subito il martirio della crocifissione, viene nuovamente colpito e martoriato dagli arnesi da lavoro, una grande tenaglia gli chiude il petto mentre chiodi e punzoni vari lo colpiscono su tutto il colpo; è il cristiano che non dedica il giorno festivo a Dio a diventare il carnefice del Cristo, quindi non può andare in Paradiso ma per lui si aprono le porte degli inferi.